# فيدل مارتينيز
فيدل مارتينيز (Fidel Martínez) (و. 15 فبراير 1990)، هو لاعب كرة قدم إكوادوري في مركز مهاجم.

## روابط خارجية
- فيدل مارتينيز على موقع قاعدة بيانات كرة القدم.إي يو (الإنجليزية)
- فيدل مارتينيز على موقع ليكيب (الفرنسية)
- فيدل مارتينيز على موقع ناشيونال فوتبول تيمز (الإنجليزية)
- فيدل مارتينيز على موقع Soccerway.com (الإنجليزية)
- فيدل مارتينيز على موقع عالم كرة القدم.نت (الإنجليزية)
- فيدل مارتينيز على موقع AS.com (الإسبانية)

فيدل مارتينيز على فرق كرة القدم الوطنية.كوم